# Nino (Vorname)
Nino ist ein männlicher und ein weiblicher Vorname.

## Herkunft und Bedeutung
Nino ist als männlicher Vorname die Abkürzung von Giovanni (zu deutsch: Johannes) oder Tonino und stammt aus Italien. In Süditalien wird er auch als Abkürzung von Antonio oder Antonino.
Als weiblicher Vorname ist Nino in Georgien verbreitet und geht auf die heilige Nino zurück.
In Deutschland wird der Name auch als aus dem Spanischen kommend verwendet: Niño heißt auf Deutsch „Kind“ oder „Junge“.

## Namensträger

### Vorname
- Nino de Angelo (* 1963), deutscher Sänger italienischer Abstammung
- Nino Baragli (1925–2013), italienischer Filmeditor
- Nino Benvenuti (1938–2025), italienischer Boxer
- Nino Bixio (1821–1873), italienischer Freiheitskämpfer
- Nino Böhlau (* 1999), deutscher Schauspieler
- Nino Borghi (1918–1994), italienischer Filmarchitekt
- Nino Borsari (1911–1996), italienischer Radrennfahrer und Olympiasieger
- Nino Castelnuovo (1936–2021), italienischer Schauspieler
- Nino Čelebić (* 1991), serbisch-montenegrinischer Basketballspieler
- Nino Cerruti (1930–2022), italienischer Modeschöpfer
- Nino D’Angelo (* 1957), italienischer Sänger
- Nino Defilippis (1932–2010), italienischer Profi-Radrennfahrer
- Nino Ferrer (1934–1998),  französischer Sänger, Liederschreiber und Komponist italienischer Abstammung
- Nino Fish (* 1989), deutsch-französischer DJ und Musikproduzent
- Nino Frassica (* 1950), italienischer Schauspieler und Komiker
- Nino Garris (* 1979), deutscher Basketballspieler
- Nino Haase (* 1983), deutscher Kommunalpolitiker
- Nino Holm (* 1950), schwedisch-österreichischer Musiker
- Nino Köhler (* ≈1986), deutscher Attentäter
- Nino Korda (1927–2013), deutscher Schauspieler
- Nino Malfatti (* 1940), österreichischer Maler und Zeichner
- Nino Mandl (* 1987), österreichischer Musiker
- Nino Manfredi (1921–2004), italienischer Schauspieler
- Niño Miguel (1952–2013), spanischer Flamenco-Gitarrist
- Nino Niederreiter (* 1992), Schweizer Eishockeyspieler
- Nino Porzio (* 1972), italienisch-deutscher Sänger, Schauspieler, Musiker und Songwriter
- Nino Rota (1911–1979), italienischer Komponist
- Nino Russo (* 1939), italienischer Regisseur und Autor
- Nino Sandow (* 1961), deutscher Opernsänger, Schauspieler und Regisseur
- Nino Schurter (* 1986), Schweizer Mountainbike-Olympiasieger
- Nino Serdarušić (* 1996), kroatischer Tennisspieler
- Nino Taranto (1907–1986), italienischer Schauspieler, Komiker und Sänger
- Nino Tempo (1935–2025), US-amerikanischer Pop-Musiker
- Nino Terzo (1923–2005), italienischer Komiker und Schauspieler
- Nino Ullmann, deutscher Pokerspieler
- Nino Vaccarella (1933–2021), italienischer Sportwagen- und Formel-1-Fahrer
- Niño Valdés (1924–2001), kubanischer Profiboxer.
- Nino Ziswiler (* 1999), Schweizer Fußballspieler

### Künstlername
- Nino (1964–2007), bosnischer Sänger

## Namensträgerinnen
- Die heilige Nino (325–361), orthodoxe und katholische Heilige
- Nino Ananiaschwili (* 1963), georgische Primaballerina
- Nino Burdschanadse (* 1964), georgische Politikerin
- Nino Churzidse (1975–2018), georgische Schachspielerin
- Nino Dschordschadse (1884–1968), georgische Krankenschwester und Fotografin
- Nino Essebua (* 1984), georgische Tennisspielerin
- Nino Gwetadse (* 1981), georgische klassische Pianistin
- Nino Haratischwili (* 1983), georgische Schriftstellerin und Dramatikerin
- Nino Matschaidse (* 1983), georgische Opernsängerin
- Nino Salukwadse (* 1969), georgische Sportschützin
- Nino Sutidse (* 1992), georgische Fußballspielerin
- Nino Tschcheidse (* 1982), georgische Sängerin, Songwriterin und Hutdesignerin